# Isabelle Moret

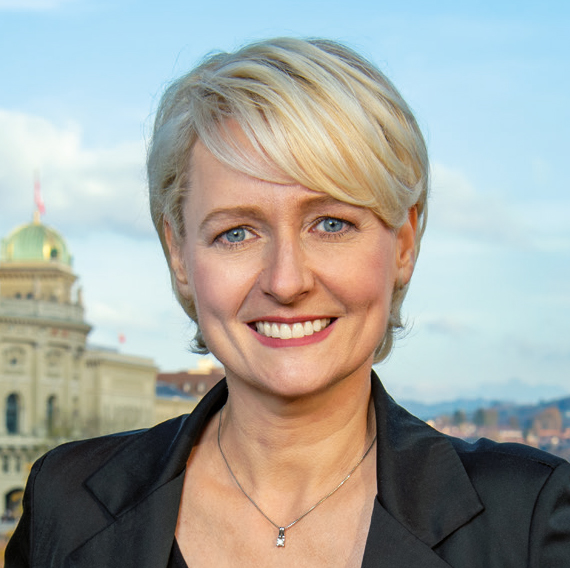
Isabelle Moret (2019)

Isabelle Moret (* 30. Dezember 1970 in Lausanne als Isabelle Zuppiger; heimatberechtigt in Clarmont) ist eine Schweizer Politikerin. Sie war von 2006 bis 2022 Nationalrätin der FDP.Die Liberalen und war im Amtsjahr 2019/20 Nationalratspräsidentin. Im Jahr 2022 wurde sie in den Waadtländer Staatsrat gewählt. Dort ist sie Vorsteherin des Departements für Wirtschaft, Innovation, Beschäftigung und Kulturerbe.

## Leben
Isabelle Moret ist in Lausanne aufgewachsen. Ihr Vater war Eisenbahner. Sie hat Rechtswissenschaften an der Universität Lausanne studiert, wo sie 1992 das Lizenziat und nach einer Weiterbildung 1995 das Fachdiplom für Europarecht erlangte. Das Anwaltsexamen absolvierte sie in Bern. Sie spricht neben ihrer Muttersprache Französisch fliessend Deutsch, Schweizerdeutsch, Italienisch und Englisch. Sie ist Mutter zweier Kinder und wohnt in Yens im Kanton Waadt.

## Karriere
Moret arbeitete mehrere Jahre als Rechtsanwältin in einer Lausanner Anwaltskanzlei. 2013 gab sie die Tätigkeit als Anwältin auf, um sich vermehrt auf ihre verschiedenen politischen und beruflichen Mandate zu konzentrieren. Sie wirkte aber immer noch als juristische Beraterin. Sie war Präsidentin der Föderation der Schweizerischen Nahrungsmittel-Industrien (fial) und Präsidentin des nationalen Spitzenverbands der öffentlichen und privaten Spitäler, Kliniken und Pflegeinstitutionen (H+). Sie war zudem Vizepräsidentin der Schweizer Übertragungsnetzbetreiberin Swissgrid AG. Sie war Mitglied der 2013 auf Initiative der Getränkehersteller gegründeten Lobbygruppe für Süssgetränke IG Erfrischungsgetränke. Im August 2017, im Verlauf ihrer Bundesrats-Kampagne, veröffentlichte die Presse, dass sie einen Umsatz (nicht zu verwechseln mit Einkommen) von 310'000 Franken pro Jahr erzielt.

## Politische Karriere
Ihre politische Karriere begann 1997 in der Innenpolitischen Kommission der FDP. Von 1998 bis 2006 war sie Mitglied des Gemeinderats (Parlament) von Etoy. 1998 wurde sie sowohl Vizepräsidentin der Jungfreisinnigen Schweiz als auch Mitglied der Gruppe KMU und der Wirtschaftskommission der FDP Waadt, deren Vorsitz sie 2003 übernahm.
1999 erfolgte die Wahl in den Grossen Rat (Legislative) des Kantons Waadt. Zudem wurde sie im gleichen Jahr Mitglied der waadtländischen verfassunggebenden Versammlung (1999 bis 2002). Im Grossen Rat war sie Mitglied der Finanzkommission (2002 bis 2006). 2006 trat sie aus dem Grossen Rat zurück.
Im Dezember 2006 rückte sie für den zurückgetretenen Yves Christen in den Nationalrat nach, bei den Wahlen von 2007, 2011 und 2015 wurde sie bestätigt. Mit 65'351 Stimmen bei den Wahlen 2015 erzielte sie das beste Ergebnis in der Romandie.
Moret war bis zu ihrer Wahl in den Staatsrat 2022 im Nationalrat, zuletzt war sie Mitglied der Staatspolitischen Kommission (SPK-N) und der Kommission für Soziale Sicherheit und Gesundheit (SGK-N). Ihre thematischen Schwerpunkte waren dort die Gesundheit, die Altersvorsorge, die Asylpolitik und die Migrationspolitik. Zudem kämpfte sie erfolgreich für die Einführung des Steuerabzugs für die Kinderbetreuung. Er beläuft sich auf 10'000 Schweizer Franken pro Jahr und pro Kind. Ab November 2018 war sie zweite Vizepräsidentin des Nationalrates. Am 2. Dezember 2019 wurde sie mit 193 von 198 Stimmen zur Nationalratspräsidentin der Amtsperiode 2019/20 gewählt.
Neben ihrem Nationalratsamt war sie zwischen 2008 und 2016 Vizepräsidentin der FDP (ab 2009: FDP.Die Liberalen). Nach dem Rücktritt von Bundesrat Didier Burkhalter 2017 kandidierte sie für den frei gewordenen Sitz in der Landesregierung. Am Wahltag im September erhielt sie von der Bundesversammlung 28 Stimmen und wurde Dritte.
Am 10. April 2022 wurde sie im 2. Wahlgang in den Waadtländer Staatsrat gewählt. Seit dem 1. Juli 2022 ist sie Vorsteherin des Departements für Wirtschaft, Innovation, Beschäftigung und Kulturerbe.